# Disques Cinémusique
 (mai 2023).

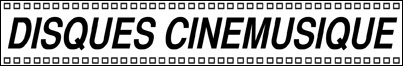
logo DCM

Disques Cinémusique est un label établi dans la province de Québec (Canada), qui se consacre à la musique de film et, dans une moindre mesure, aux œuvres du répertoire classique de compositeurs d’abord reconnus pour leur contribution au cinéma. Clément Fontaine en est le fondateur et le principal artisan. On retrouve son nom à titre de producteur et d’auteur des textes de présentation pour la plupart des albums, dont il assume également le pré-matriçage (mastering).
L’entreprise a vu le jour en 1994 sous la forme d'un service de vente de disques compacts de musique de film. Sa clientèle provenait essentiellement du réseau Internet. En 2000, Disques Cinémusique s’est reconverti en service de transfert et la restauration d'enregistrements analogiques sur support numérique. En 2002, elle a commencé à produire des disques compacts de musique de film sous sa propre étiquette. L’offre se partageait entre les rééditions d’albums jusque-là inédits en numérique et l’édition de bandes originales plus récentes, écrites par des compositeurs français moins connus.
Disques Cinémusique a également produit une série de nouveaux enregistrements de musiques de films de Georges Delerue, à une époque où sa discographie était encore embryonnaire. Le label a suscité une certaine controverse en proposant des reconstitutions de partitions exécutées à l'aide d'un échantillonneur numérique, réalisées par Robert Lafond. Cette formule a cependant remporté suffisamment de succès pour produire une série de sept albums. Celui consacré à la collaboration de Delerue avec le réalisateur Jack Clayton, combinait l’échantillonnage et un ensemble de musiciens. Lafond réalisera aussi deux autres nouveaux enregistrements de musique de film composées par Norbert Glanzberg et Jean-Pierre Bourtayre.
DCM Classique, une nouvelle collection apparue en 2006, a marqué le passage de l’échantillonnage aux petits orchestres. Les disques consacrés au répertoire purement classique Georges Delerue et de Maurice Jaubert ont alors alterné avec des nouvelles versions de leurs compositions écrites pour le cinéma. Disques Cinémusique est revenu ensuite aux bandes originales de films et a diversifié son offre de compositeurs en incluant le répertoire américain des années 1960. Des compilations thématiques provenant d’enregistrements d’archives ont fait leur apparition.
Entre autres CDs est paru en 2013 Les Musiques de Jorge Arriagada pour les Films de Philippe Le Guay qui réunit les compositions originales de Jorge Arriagada pour Les Deux Fragonard, Les Femmes du 6e étage et Alceste à bicyclette.
Depuis 2015, le label a délaissé la production sur support physique pour se concentrer sur l'édition numérique. La quasi-totalité de son catalogue de disques compacts est offert en téléchargement et pour écoute en ligne sur le réseau Internet.